# Nazitysklands polisväsen

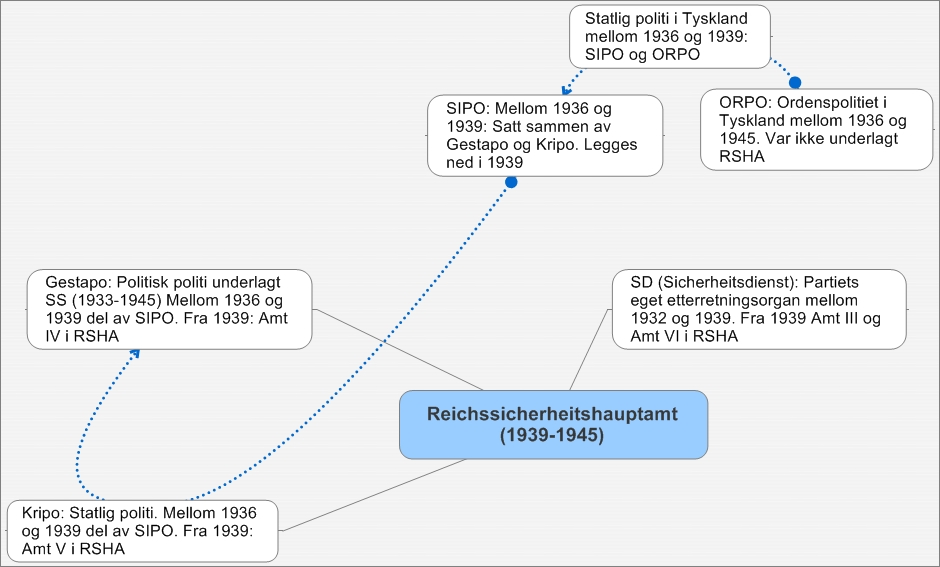
Nazitysklands polisväsen: Organisation och organisatoriska förändringar 1933-1945.

Nazitysklands polisväsende var en viktig del av den nazistiska maktapparaten.

## Översikt
Polisen var dels geografiskt indelad och dels indelad efter sina respektive kompetensområden. Poliser från olika polisdistrikt fick, enligt tidens sed, bara ingripa i sina respektive polisdistrikt, vilka i Tyskland är indelade dels efter kommuner/städer och dels delstater, och bara ingripa på sina respektive nivåer. Trots detta fungerade polisen som en effektiv del av maktapparaten. Rikspolis som en myndighet i den svenska betydelsen fanns först sent i den nazistiska staten. I Tyskland finns traditionellt vanlig polis och dels kasernerad polis. En tysk medborgare som ansluter sig till polisen befrias automatiskt från värnplikt. Istället ställer polisväsendet krigsförband till försvarsmaktens förfogande i krigstid. I Tyskland fanns och finns även reservister inom polisen det vill säga på samma sätt som reservofficerare finns i försvarsmakten. Vissa delar av polisväsendet var mer knutna till det nazistiska partiet: SD (som del av SS) och Gestapo förklarades därför vid Nürnbergprocessen som kriminella organisationer. Detta betyder att det i sig självt var brottsligt och blev straffbart att ha tillhört SS, SD eller Gestapo. Polismän som tillika var medlemmar av SS bar ett tilläggstecken på sin uniforms bröstficka "SS". Många polismän anslöt sig till SS och många SS-män anslöt sig till Polisen.

## Ledning
Högsta ledningen över det nazityska polisväsendet utövades formellt av inrikesministeriet under Wilhelm Frick, som var riksinrikesminister 1933-1943, då han utmanövrerades av sin underordnade Heinrich Himmler. Himmler, som redan före det nazistiska maktövertagandet 1933 var chef för SS och SD, blev 1936 statssekreterare i inrikesministeriet och tillika tysk rikspolischef – Reichsführer-SS und Chef der Deutschen Polizei. Som rikspolischef försökte Himmler uppfylla två mål, dels den officiellt sanktionerade målsättningen att centralisera och likrikta det tyska polisväsendet efter de nazistiska idealen och ett preussiskt mönster, dels den inofficiella målsättningen att förena polisen med SS och därmed stärka Himmlers personliga makt i förhållande till andra nazistiska koryféer.
Högsta ledningen över den uniformerade polisen, Ordnungspolizei, utövades av Hauptamt Ordnungspolizei, inrättad 1936, vars chefer var Kurt Daluege (1936-1943) och Alfred Wünnenberg (1943-1945). Högsta ledningen över Gestapo och Kripo utövades sedan 1936 av Hauptamt Sicherheitspolizei, sedan 1939 av Reichssicherheitshauptamt (RSHA) , som också utövade ledningen av Sicherheitsdienst (SD), under Reinhard Heydrich (1936-1942) och Ernst Kaltenbrunner (1943-1945). Både Hauptamt Ordnungspolizei och RSHA var på samma gång statliga myndigheter och förvaltningsavdelningar inom SS. På det regionala planet integrerades SS och polisen genom införandet av gemensamma högre regionala chefer, Höherer SS- und Polizeiführer, ett för varje militärområde i Tyskland eller för motsvarande områden i de ockuperade länderna. Gemensamma chefer på lägre regional nivå, SS- und Polizeiführer, infördes även.

## SS
Poliser inom Sipo var ålagda att söka medlemskap i SS, om de uppfyllde de rasliga och ideologiska krav som SS uppställde, kunde garantera antalet barn, fruns hälsa och bevisa att de själva inte var sjuka eller "degenererade". Efter en tid som SS-aspirant tilldelades därvid den nye SS-medlemmen en SS-grad som motsvarade den tjänstegrad han innehade inom polisväsendet.

## Polisorgan
- Orpo (Ordnungspolizei), den uniformerade polisen.
  - FSP (Feuerschutzpolizei), yrkesbrandkårerna tillhörde sedan 1938 den uniformerade polisen.
  - Gemeindepolizei, den kommunala ordningspolisen som verkade i mindre städer.
  - Gendarmeriet i Nazityskland, gendarmeriet var en statlig ordningspolis som verkade på landsbygden.
  - Schupo (Schutzpolizei), ordningsstatspolisen som verkade i större städer.
  - WSP (Wasserschutzpolizei), sjöpolisen.
  - Schutzmannschaft, inhemsk hjälppolis i de ockuperade områdena.
  - Zollgrenzschutz
- RSHA (Reichssicherheitshauptamt), rikssäkerhetsöverstyrelsen.
  - Sipo (Sicherheitspolizei), den icke-uniformerade polisen, Nazitysklands säkerhetspolis. 
    - Gestapo (Geheime Staatspolizei), hemliga säkerhetspolisen, bestod av ca 45 000 personer (1943-1945).
    - Kripo (Kriminalpolizei), kriminalpolisen, bestod av ca 15 000 personer (1943-1945).

  - SD (Sicherheitsdienst), SS säkerhetsunderrättelsetjänst. Bestod av ca 3 000 personer (1943-1945).
- Verwaltungspolizei
- Hipo (Hilfspolizei), hjälppolis.
  - LSP (Luftschutzpolizei), civilförsvarets undsättningsorganisation sedan 1942 underställd Orpo.
  - TeNo (Technische Nothilfe), tekniska beredskapen, underställd Orpo.
  - Stadt- und Landwacht, beredskapspolis, underställd Orpo.
- Sonderpolizei, särpolis, som inte lydde under rikspolischefen Heinrich Himmler.
  - BSP (Bahnschutzpolizei), Deutsche Reichsbahns driftspolis.
- Ordnungstruppen der Wehrmacht, krigspolis, som inte lydde under rikspolischefen Heinrich Himmler.

## Högt uppsatta funktionärer
- Kurt Daluege
- Reinhard Heydrich
- Heinrich Himmler
- Ernst Kaltenbrunner
- Heinrich Müller